# Acanthoctenus rubrotaeniatus
Acanthoctenus rubrotaeniatus är en spindelart som beskrevs av Cândido Firmino de Mello-Leitão 1947. 
Acanthoctenus rubrotaeniatus ingår i släktet Acanthoctenus och familjen Ctenidae. Inga underarter finns listade i Catalogue of Life.